# Lasaki

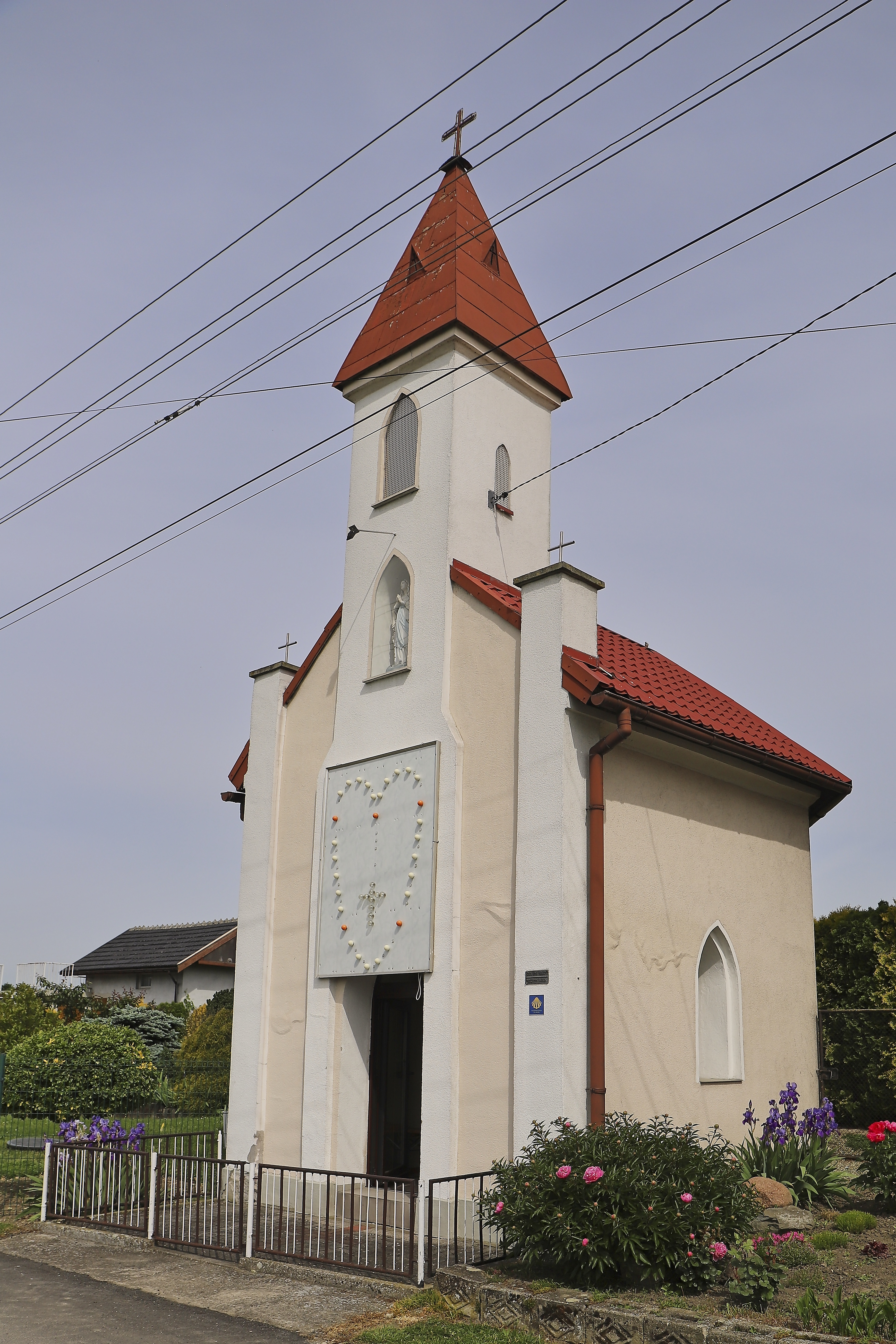
Kapelle

Lasaki (deutsch: Lassoky, 1936–1945 Weidenmoor) ist ein Ort in der Landgemeinde Rudnik im Powiat Raciborski der Woiwodschaft Schlesien in Polen.
Lasaki liegt im nordwestlichen Teil der Landgemeinde Rudnik, an der Oder. Es hat eine Fläche von 1,55 km² und ungefähr 150 Einwohner. Es gehört zu der römisch-katholischen Pfarrgemeinde Sankt-Georg in Sławików.